# 科姆尼
科姆尼（法語：Commeny，法語發音：[kɔmni] ⓘ）是法国法兰西岛大区瓦兹河谷省的一个市镇，属于蓬图瓦兹区。2024年1月1日，市镇古藏格雷并入科姆尼。

## 地理
科姆尼（49°7'35"N, 1°53'26"E）面积5.49 平方千米，位于法国法蘭西島大區瓦兹河谷省，该省份为法国北部内陆省份，北起瓦兹省，西接厄尔省，南至塞纳-圣但尼省、上塞纳省和伊夫林省，东临塞纳-马恩省。
与科姆尼接壤的市镇（或旧市镇、城区）包括：勒佩尔谢、阿韦尔讷、泰梅里库尔、韦克桑地区勒贝莱、穆西、韦克桑地区吉里、韦克桑地区克莱里。
科姆尼的时区为UTC+01:00、UTC+02:00（夏令时）。

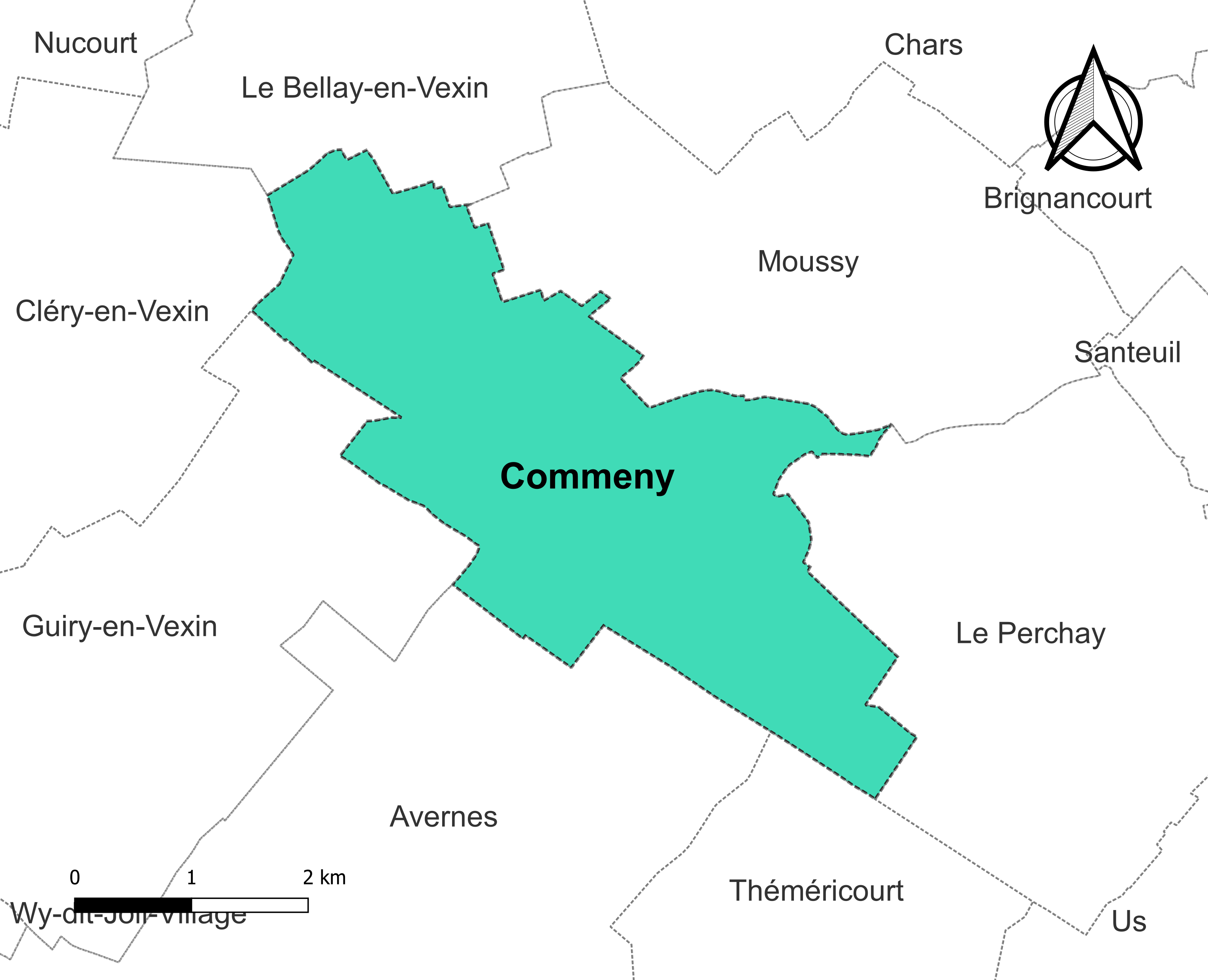
科姆尼的定位图

## 行政
科姆尼的邮政编码为95450，INSEE市镇编码为95169。

## 政治
科姆尼所属的省级选区为蓬图瓦兹县。

## 人口

1962-2008年间科姆尼人口变化图示

科姆尼于2022年1月1日时的人口数量为648人。